# Suez

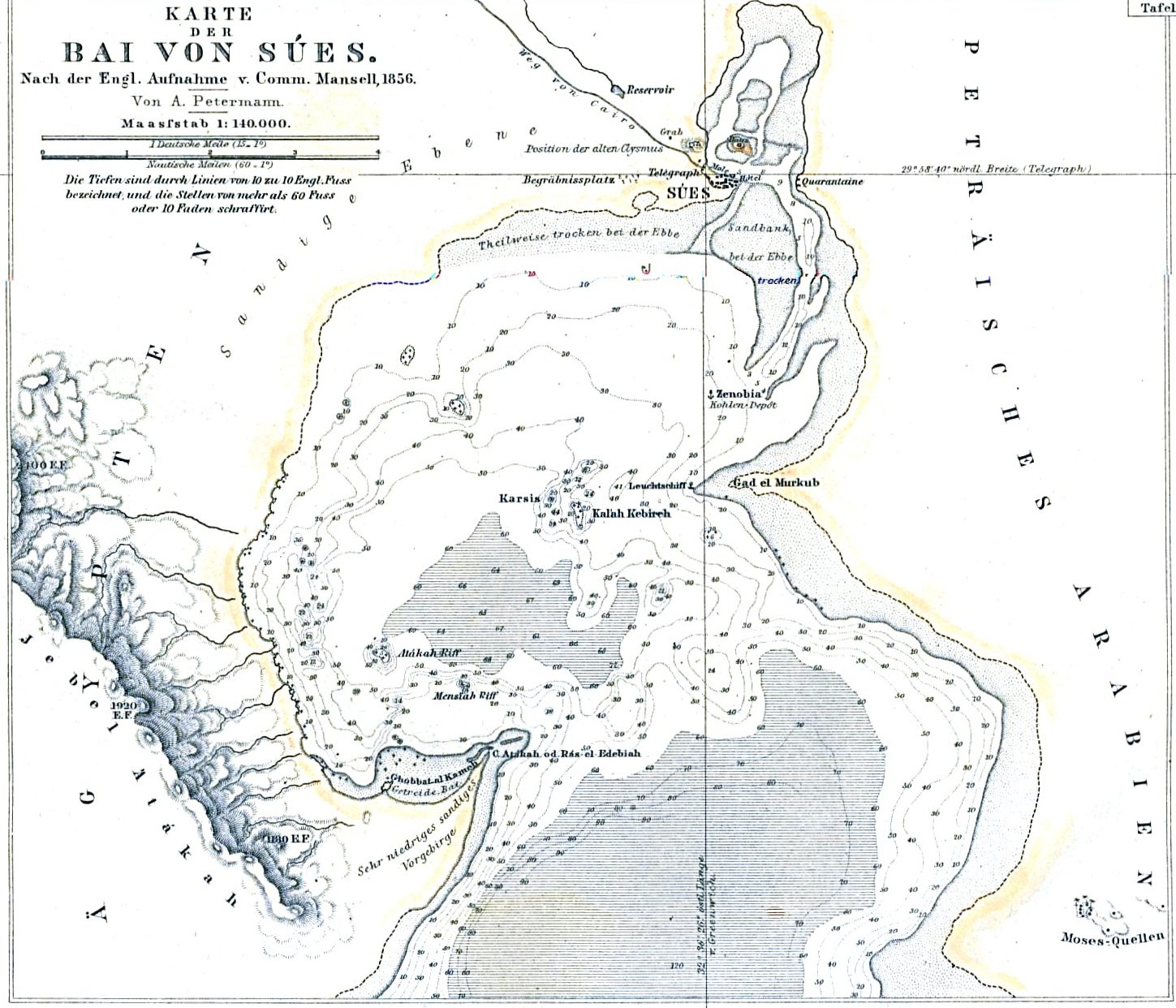
partea nordică a Golfului Suez cu orașul Suez pe o hartă din 1856

Suez (arabă: السويس as-Suways) este un oraș portuar de circa 497 000 locuitori din Egipt, aflat în Golful Suez, în apropiere de gura Canalului Suez.
Orașul a fost complet distrus și părăsit după al doilea război arabo-israelian din 1967.
A fost reconstruit după redeschiderea Canalului Suez în 1975, care leagă Marea Roșie de Marea Mediterană.